# Cranichis sparrei
Cranichis sparrei är en orkidéart som beskrevs av Leslie Andrew Garay. Cranichis sparrei ingår i släktet Cranichis, och familjen orkidéer.
Artens utbredningsområde är Ecuador. Inga underarter finns listade i Catalogue of Life.